# Gampong Teungoh (Samatiga)
Gampong Teungoh is een bestuurslaag in het regentschap Aceh Barat van de provincie Atjeh, Indonesië. Gampong Teungoh telt 485 inwoners (volkstelling 2010).